# Biserica greco-catolică din Câmpia Turzii (Ghiriș-Sâncrai)
Ca efect al sporirii considerabile a numărului de români greco-catolici din zonă, s-a clădit între anii 1928-1930, la Câmpia Turzii, Biserica Greco-Catolică din cartierul Ghiriș-Sâncrai (strada 1 Decembrie 1918, nr. 57). 

## Istoric
Edificiul, ridicat pe un teren care fusese donat parohiei greco-catolice de moșierul localnic Miklos Betegh și soția sa, a fost lucrat în cărămidă, cu o singură navă (dreptunghiulară) și un turn înzestrat la inceput cu un clopot mic, preluat de la vechea biserică greco-catolică de lemn de pe acel amplasament . Prin anii 1933-1934, enoriașii au cumpărat un alt clopot, mai mare.
La data de 1 decembrie 1948, biserica a fost trecută forțat prin Decretul nr. 358 la cultul ortodox (Biserica Ortodoxă III). După anul 1948, fosta Biserică Greco-Catolică din Sâncrai a suferit unele modificari arhitectonice, primind totodată hramul „Sf. Arhangheli Mihail si Gavril”.

## Galerie de imagini

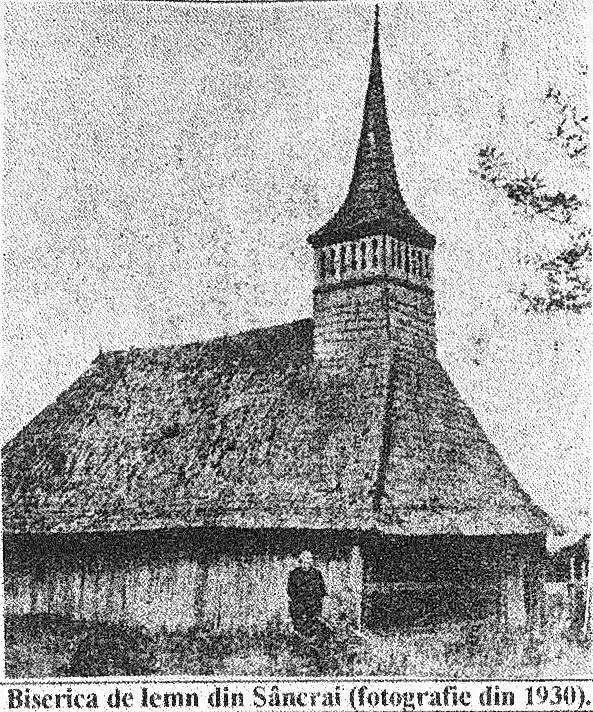
Vechea Biserică Greco-Catolică de lemn din Câmpia Turzii (Ghiriş-Sâncrai), mutată la Boian